# 莱萨蒂格德吕萨克
莱萨蒂格德吕萨克（法語：Les Artigues-de-Lussac）是法国吉伦特省的一个市镇，属于利布尔讷区。该市镇总面积10.16平方公里，2009年时的人口为1025人。

## 人口
莱萨蒂格德吕萨克人口变化图示